# Bratská přehradní nádrž
Bratská přehrada (rusky Братское водохранилище) je přehradní nádrž na území Irkutské oblasti v Rusku. Má rozlohu 5470 km². Skládá se ze dvou základních rovnoběžných částí. Je 547 km dlouhá (korytem Angary), 370 km dlouhá (korytem Oky) a na řece Ije (přítok Oky) vytváří členitý záliv dlouhý 180 km. Na Angaře u Bratsku a na Oce u vesnice Šamanovo je maximálně 20 km široká. Průměrná hloubka je 31 m. Má objem 169,3 km³. V dolinách mnohých dalších přítoků vytváří zálivy dlouhé od 1 až 3 km do 15 km.

## Vodní režim
Nádrž na řece Angaře za přehradní hrází Bratské vodní elektrárny byla naplněna v letech 1961-67. Reguluje dlouhodobé průtoky. Využívá se pro energetiku, vodní dopravu, splavování dřeva, rybářství a zásobování průmyslu i domácností vodou. V důsledku postavení přehrady se staly splavnými mnohé přítoky, v nichž se zvětšila hloubka. Na břehu leží města Bratsk, Svirsk, Usolje-Sibirskoje. Po hrázi vede trať Bajkalsko-amurské magistrály.